# Achim Mehlhorn

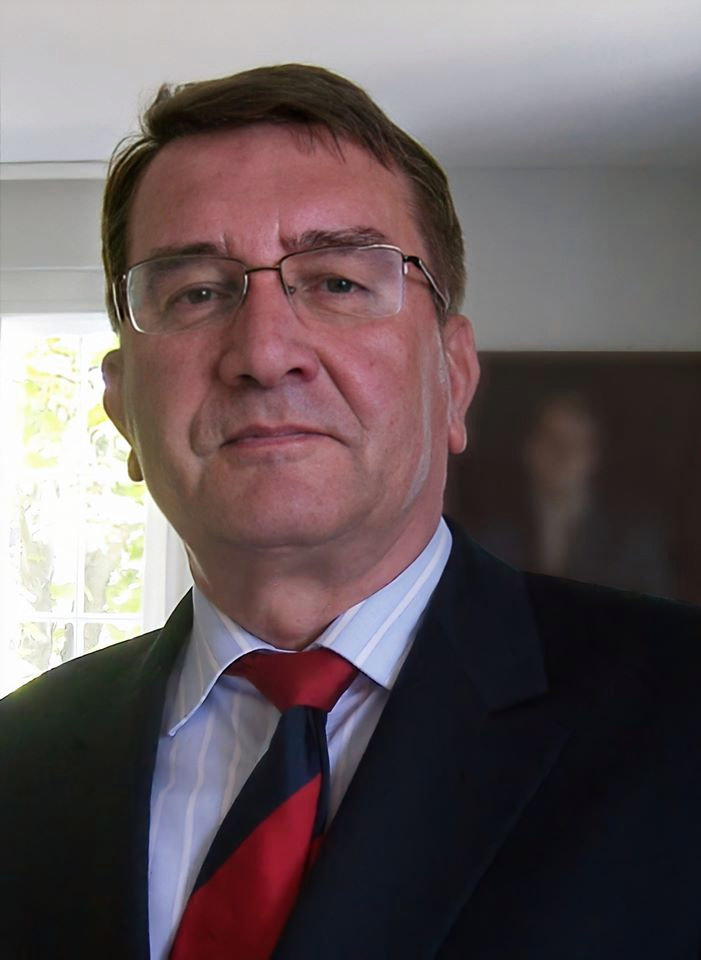
Achim Mehlhorn 2009

Achim Mehlhorn (* 22. Februar 1939 in Rabenstein, Landkreis Chemnitz) ist ein deutscher Chemiker. Von 1994 bis 2003 war er Rektor der Technischen Universität Dresden und leitete von 2006 bis 2010 als Präsident die private Dresden International University.

## Leben
Mehlhorn studierte nach dem Abitur von 1957 bis 1963 an der TH/TU Dresden Chemie. Anschließend arbeitete er bis 1969 am Institut für Organische Chemie der TU Dresden als Wissenschaftlicher Assistent und forschte unter anderem auf dem Gebiet der halbempirischen Quantenchemie. Im Jahr 1967 veröffentlichte er seine A-Dissertation zum Thema Versuche zur Berechnung von Dipolmomenten organischer Moleküle mittels halbempirischer MO-Verfahren. Von 1969 bis 1992 arbeitete Mehlhorn als wissenschaftlicher Oberassistent in der Sektion Chemie der TU Dresden und forschte unter anderem an der Anwendung quantenchemischer Methoden zur Beschreibung angeregter Zustände. Im Jahr 1979 erwarb er die Facultas docendi für Physikalische-Organische Chemie. Mehlhorn gehörte ab 1963 zur Forschungsgruppe um Rudolf Zahradník an der Tschechoslowakischen Akademie der Wissenschaften in Prag und arbeitete dabei auch mit Joachim Sauer und Angela Merkel zusammen.
Im Jahr 1987 erfolgte die B-Promotion zum Thema Quantenchemische Untersuchungen zur Geometrie und Elektronenstruktur von Molekülen in verschiedenen Elektronenzuständen, die 1990 in eine Habilitation umgewandelt wurde. Als politisch nicht belasteter Wissenschaftler gehörte Mehlhorn ab 1990 dem ersten frei gewählten Senat der TU Dresden an. Im Jahr 1992 wurde Mehlhorn als Professor für Spezielle Organische Chemie an die Fakultät Mathematik und Naturwissenschaften der TU Dresden berufen. Im selben Jahr wurde er zum Dekan der Fakultät und 1994 durch das Konzil zum Rektor der TU Dresden gewählt. Er trat die Nachfolge von Günther Landgraf an. In den Jahren 1997 und 2000 wurde Mehlhorn als Rektor bestätigt. „Rektor Mehlhorn gilt als Diplomat, der es von Anfang an verstand, zwischen ost- und westdeutschen Professoren zu vermitteln wie zwischen Natur- und Geisteswissenschaftlern“. In seine Zeit als Rektor fielen die Stabilisierung der gerade zur Volluniversität aufgebauten TU Dresden, die Verhandlungen zur Fusion der Sächsischen Landesbibliothek mit der Universitätsbibliothek zur SLUB und der Aufbau der Molekularbiologie an der Universität. Im Zuge der Empfehlung der Sächsischen Hochschulentwicklungskommission 2000 unterzeichnete er den Hochschulvertrag, der den Verlust des juristischen Staatsexamens-Studiengangs der TU Dresden bedeutete. Im Jahr 2003 wurde Hermann Kokenge als sein Nachfolger in das Amt des Rektors gewählt.
In den Jahren 1998 bis 2000 war Mehlhorn Vorsitzender der Landeshochschulkonferenz Sachsen. Ab 1999 war er für drei Jahre Sprecher der Arbeitsgemeinschaft TU/TH in der Hochschulrektorenkonferenz, bevor er von 2001 bis 2003 Mitglied des Präsidiums und Vizepräsident der HRK wurde. Hier hatte er das Ressort Studien- und Prüfungswesen inne. Ab dem 27. Januar 2006 führte Mehlhorn als Präsident die private Hochschule Dresden International University. Er trat dabei die Nachfolge von Gründungspräsident Kurt Biedenkopf an. Am 1. September 2010 wurde Hans Wiesmeth, von 2005 bis 2010 Rektor der Handelshochschule Leipzig, Mehlhorns Amtsnachfolger. Im Mai 2011 wurde Mehlhorn vom Senat der TU Dresden zum neuen Ombudsmann für den Umgang mit wissenschaftlichem Fehlverhalten gewählt und hatte diese Position bis 2020 inne. Während seiner Zeit als Ombudsmann untersuchte er unter anderem die gegen Hans-Ulrich Wittchen erhobenen Fälschungsvorwürfe und setzte in der Folge eine Prüfkommission ein. Nachfolgerin im Amt wurde 2020 Christel Baier.
Mehlhorn ist seit 1964 verheiratet. Der Ehe entstammen zwei Kinder.

## Auszeichnungen
Im Jahr 1995 erhielt Mehlhorn die Heyrovský-Medaille. Er wurde 2004 „wegen seiner herausragenden Verdienste um die TU Dresden“ zum Ehrensenator der TU Dresden gewählt. Im Jahr 2005 verlieh ihm die Universität Breslau die Ehrendoktorwürde. Mehlhorn ist seit 2019 Träger des Sächsischen Verdienstordens.

## Werke (Auswahl)
Achim Mehlhorns Hauptarbeitsgebiet liegt auf der Untersuchung von Problemen der Anwendung von quantenchemischen Methoden in der organischen Chemie. Untersuchungen in den 1960er Jahren beschäftigten sich vorwiegend mit theoretischen Untersuchungen an organischen Schwefelverbindungen, ab 1974 forschte Mehlhorn auch im Bereich theoretischer Probleme der Photochemie.
- Versuche zur Berechnung von Dipolmomenten organischer Moleküle mittels halbempirischer MO-Verfahren (1967)
- Einführung in die Organische Quantenchemie (1970)
- Spektroskopie und Röntgenbeugung (Mitautor, 1972)
- Quantenchemische Untersuchungen zur Molekül- und Elektronenstruktur von organischen -Systemen in unterschiedlichen Elektronenzuständen (1987)
- Polymethine Dyes – Structure an Properties (Mitautor, 1991)